# Prefettura autonoma hani e yi di Honghe
La prefettura autonoma hani e yi di Honghe (in cinese: 红河哈尼族彝族自治州, pinyin: Hónghé Hānízú Yízú Zìzhìzhōu) è una prefettura autonoma della provincia dello Yunnan, in Cina.

## Suddivisioni amministrative
- Mengzi
- Gejiu
- Kaiyuan
- Mile
- Contea di Lüchun
- Contea di Jianshui
- Contea di Shiping
- Contea di Luxi
- Contea di Yuanyang
- Contea di Honghe
- Contea autonoma miao, yao e dai di Jinping
- Contea autonoma yao di Hekou
- Contea autonoma miao di Pingbian